# Karel Vrba
Karel Vrba (10. listopadu 1845 Klatovy – 7. prosince 1922 Praha) byl rakouský a český mineralog a vysokoškolský pedagog, koncem 19. století rektor Univerzity Karlovy a poslanec Českého zemského sněmu.

## Biografie
Vystudoval gymnázium v rodných Klatovech a přírodní vědy na Karlo-Ferdinandově univerzitě v Praze. Zde se roku 1868 stal asistentem mineralogie, později byl docentem. Následně byl mimořádným a od roku 1880 řádným profesorem mineralogie na univerzitě v Černovicích, od roku 1881 na pražské univerzitě. V roce 1881 se stal rovněž ředitelem pražského mineralogického ústavu a správcem mineralogických a petrografických sbírek tehdejšího Musea království Českého.
V roce 1888 se stal děkanem filozofické fakulty a v akademickém roce 1895/1896 zastával funkci rektora Univerzity Karlovy. Coby rektor pražské univerzity zasedl také na Český zemský sněm, jako virilista.
Byl autorem četných odborných studií o mineralogii a petrografii. Zhotovil 450 lepenkových modelů krystalů používaných při výuce mineralogie po celém světě. Roku 1908 sestrojil krystalový zrcadlový polyskop, který byl také využíván při výuce. Zasloužil se i o rozvoj českého muzejnictví. Do penze odešel v roce 1916.
Zemřel v prosinci 1922. Byl pohřben na Olšanských hřbitovech.